# Grand Prix Rosji 2021
Grand Prix Rosji 2021, oficjalnie Formula 1 VTB Russian Grand Prix 2021 – piętnasta runda Mistrzostw Świata Formuły 1 w sezonie 2021. Grand Prix odbyło się w dniach 24–26 września 2021 na torze Sochi Autodrom w Soczi. Wyścig wygrał Lewis Hamilton (Mercedes) dla którego było to setne zwycięstwo w Formule 1, a na podium kolejno stanęli Max Verstappen (Red Bull) oraz Carlos Sainz Jr. (Ferrari). Po starcie z pole position Lando Norris (McLaren) ukończył wyścig na siódmym miejscu

## Lista startowa
| Nr          | Kierowca           | Zespół                                  | Samochód                          | Silnik                      | Opony |
| ----------- | ------------------ | --------------------------------------- | --------------------------------- | --------------------------- | ----- |
| 3           | Daniel Ricciardo   | McLaren F1 Team                         | McLaren MCL35M                    | Mercedes-AMG F1 M12 1,6 V6T | P     |
| 4           | Lando Norris       | McLaren F1 Team                         | McLaren MCL35M                    | Mercedes-AMG F1 M12 1,6 V6T | P     |
| 5           | Sebastian Vettel   | Aston Martin Cognizant Formula One Team | Aston Martin AMR21                | Mercedes-AMG F1 M12 1,6 V6T | P     |
| 6           | Nicholas Latifi    | Williams Racing                         | Williams FW43B                    | Mercedes-AMG F1 M12 1,6 V6T | P     |
| 7           | Kimi Räikkönen     | Alfa Romeo Racing ORLEN                 | Alfa Romeo C41                    | Ferrari 065/6 1,6 V6T       | P     |
| 9           | Nikita Mazepin     | Uralkali Haas F1 Team                   | Haas VF-21                        | Ferrari 065/6 1,6 V6T       | P     |
| 10          | Pierre Gasly       | Scuderia AlphaTauri Honda               | AlphaTauri AT02                   | Honda RA621H 1,6 V6T        | P     |
| 11          | Sergio Pérez       | Red Bull Racing Honda                   | Red Bull RB16B                    | Honda RA621H 1,6 V6T        | P     |
| 14          | Fernando Alonso    | Alpine F1 Team                          | Alpine A521                       | Renault E-Tech 20B 1,6 V6T  | P     |
| 16          | Charles Leclerc    | Scuderia Ferrari Mission Winnow         | Ferrari SF21                      | Ferrari 065/6 1,6 V6T       | P     |
| 18          | Lance Stroll       | Aston Martin Cognizant Formula One Team | Aston Martin AMR21                | Mercedes-AMG F1 M12 1,6 V6T | P     |
| 22          | Yūki Tsunoda       | Scuderia AlphaTauri Honda               | AlphaTauri AT02                   | Honda RA621H 1,6 V6T        | P     |
| 31          | Esteban Ocon       | Alpine F1 Team                          | Alpine A521                       | Renault E-Tech 20B 1,6 V6T  | P     |
| 33          | Max Verstappen     | Red Bull Racing Honda                   | Red Bull RB16B                    | Honda RA621H 1,6 V6T        | P     |
| 44          | Lewis Hamilton     | Mercedes-AMG Petronas Formula One Team  | Mercedes-AMG F1 W12 E Performance | Mercedes-AMG F1 M12 1,6 V6T | P     |
| 47          | Mick Schumacher    | Uralkali Haas F1 Team                   | Haas VF-21                        | Ferrari 065/6 1,6 V6T       | P     |
| 55          | Carlos Sainz Jr.   | Scuderia Ferrari Mission Winnow         | Ferrari SF21                      | Ferrari 065/6 1,6 V6T       | P     |
| 63          | George Russell     | Williams Racing                         | Williams FW43B                    | Mercedes-AMG F1 M12 1,6 V6T | P     |
| 77          | Valtteri Bottas    | Mercedes-AMG Petronas Formula One Team  | Mercedes-AMG F1 W12 E Performance | Mercedes-AMG F1 M12 1,6 V6T | P     |
| 99          | Antonio Giovinazzi | Alfa Romeo Racing ORLEN                 | Alfa Romeo C41                    | Ferrari 065/6 1,6 V6T       | P     |
| Źródło: FIA |                    |                                         |                                   |                             |       |

## Wyniki

### Zwycięzcy sesji treningowych
Trzeci trening został odwołany z powodu silnych opadów deszczu.
| Sesja       | Nr             | Kierowca        | Konstruktor    | Czas           | Okr.           |
| ----------- | -------------- | --------------- | -------------- | -------------- | -------------- |
| 1           | 77             | Valtteri Bottas | Mercedes       | 1:34,427       | 25             |
| 2           | 77             | Valtteri Bottas | Mercedes       | 1:33,593       | 19             |
| 3           | Sesja odwołana | Sesja odwołana  | Sesja odwołana | Sesja odwołana | Sesja odwołana |
| Źródło: FIA |                |                 |                |                |                |

### Kwalifikacje
| P                    | Nr | Kierowca           | Konstruktor           | Czasy w kwalifikacjach | Czasy w kwalifikacjach | Czasy w kwalifikacjach | Poz. s. |
| P                    | Nr | Kierowca           | Konstruktor           | Q1                     | Q2                     | Q3                     | Poz. s. |
| -------------------- | -- | ------------------ | --------------------- | ---------------------- | ---------------------- | ---------------------- | ------- |
| 1                    | 4  | Lando Norris       | McLaren-Mercedes      | 1:47,238               | 1:45,827               | 1:41,993               | 1       |
| 2                    | 55 | Carlos Sainz Jr.   | Ferrari               | 1:47,924               | 1:46,521               | 1:42,510               | 2       |
| 3                    | 63 | George Russell     | Williams-Mercedes     | 1:48,303               | 1:46,435               | 1:42,983               | 3       |
| 4                    | 44 | Lewis Hamilton     | Mercedes              | 1:45,992               | 1:45,129               | 1:44,050               | 4       |
| 5                    | 3  | Daniel Ricciardo   | McLaren-Mercedes      | 1:48,345               | 1:46,361               | 1:44,156               | 5       |
| 6                    | 14 | Fernando Alonso    | Alpine-Renault        | 1:47,877               | 1:45,514               | 1:44,204               | 6       |
| 7                    | 77 | Valtteri Bottas    | Mercedes              | 1:46,396               | 1:45,306               | 1:44,710               | 16      |
| 8                    | 18 | Lance Stroll       | Aston Martin-Mercedes | 1:48,322               | 1:46,360               | 1:44,956               | 7       |
| 9                    | 11 | Sergio Pérez       | Red Bull Racing-Honda | 1:46,455               | 1:45,834               | 1:45,337               | 8       |
| 10                   | 31 | Esteban Ocon       | Alpine-Renault        | 1:48,099               | 1:46,070               | 1:45,865               | 9       |
| 11                   | 5  | Sebastian Vettel   | Aston Martin-Mercedes | 1:47,205               | 1:46,573               |                        | 10      |
| 12                   | 10 | Pierre Gasly       | AlphaTauri-Honda      | 1:47,828               | 1:46,641               |                        | 11      |
| 13                   | 22 | Yūki Tsunoda       | AlphaTauri-Honda      | 1:48,854               | 1:46,751               |                        | 12      |
| 14                   | 6  | Nicholas Latifi    | Williams-Mercedes     | 1:48,252               | —                      |                        | 18      |
| 15                   | 16 | Charles Leclerc    | Ferrari               | 1:48,470               | —                      |                        | 19      |
| 16                   | 7  | Kimi Räikkönen     | Alfa Romeo-Ferrari    | 1:49,586               |                        |                        | 13      |
| 17                   | 47 | Mick Schumacher    | Haas-Ferrari          | 1:49,830               |                        |                        | 14      |
| 18                   | 99 | Antonio Giovinazzi | Alfa Romeo-Ferrari    | 1:51,023               |                        |                        | 17      |
| 19                   | 9  | Nikita Mazepin     | Haas-Ferrari          | 1:53,764               |                        |                        | 15      |
| 20                   | 33 | Max Verstappen     | Red Bull Racing-Honda | —                      |                        |                        | 20      |
| 107% czasu: 1:53,411 |    |                    |                       |                        |                        |                        |         |
| Źródło: FIA          |    |                    |                       |                        |                        |                        |         |

Uwagi
1. ↑  Valtteri Bottas otrzymał karę cofnięcia o 15 pozycji za wymianę elementów jednostki napędowej ponad regulaminowy limit[7].
2. ↑  Nicholas Latifi otrzymał karę cofnięcia na koniec stawki za wymianę elementów jednostki napędowej ponad regulaminowy limit[8].
3. ↑  Charles Leclerc otrzymał karę cofnięcia na koniec stawki za wymianę elementów jednostki napędowej ponad regulaminowy limit[9].
4. ↑  Antonio Giovinazzi otrzymał karę cofnięcia o 5 pozycji za nieplanowaną zmianę skrzyni biegów[10].
5. ↑  Max Verstappen otrzymał karę cofnięcia o 3 pozycje za spowodowanie kolizji w poprzedniej rundzie[11]. Oraz otrzymał karę cofnięcia na koniec stawki za wymianę elementów jednostki napędowej ponad regulaminowy limit[12].
6. ↑  Ponieważ kwalifikacje odbywały się na mokrym torze, reguła 107% nie obowiązywała[13].

### Wyścig
| P           | Nr | Kierowca           | Konstruktor           | Okr. | Czas                       | Start | +/–       | Punkty |
| ----------- | -- | ------------------ | --------------------- | ---- | -------------------------- | ----- | --------- | ------ |
| 1           | 44 | Lewis Hamilton     | Mercedes              | 53   | 1:30:41,001                | 4     | 3         | 25     |
| 2           | 33 | Max Verstappen     | Red Bull Racing-Honda | 53   | +53,271                    | 20    | 18        | 18     |
| 3           | 55 | Carlos Sainz Jr.   | Ferrari               | 53   | +1:02,475                  | 2     | 1         | 15     |
| 4           | 3  | Daniel Ricciardo   | McLaren-Mercedes      | 53   | +1:05,607                  | 5     | 1         | 12     |
| 5           | 77 | Valtteri Bottas    | Mercedes              | 53   | +1:07,533                  | 16    | 11        | 10     |
| 6           | 14 | Fernando Alonso    | Alpine-Renault        | 53   | +1:21,321                  | 6     | Bez zmian | 8      |
| 7           | 4  | Lando Norris       | McLaren-Mercedes      | 53   | +1:27,224                  | 1     | 6         | 6+1    |
| 8           | 7  | Kimi Räikkönen     | Alfa Romeo-Ferrari    | 53   | +1:28,955                  | 13    | 5         | 4      |
| 9           | 11 | Sergio Pérez       | Red Bull Racing-Honda | 53   | +1:30,076                  | 8     | 1         | 2      |
| 10          | 63 | George Russell     | Williams-Mercedes     | 53   | +1:40,551                  | 3     | 7         | 1      |
| 11          | 18 | Lance Stroll       | Aston Martin-Mercedes | 53   | +1:56,198                  | 7     | 4         |        |
| 12          | 5  | Sebastian Vettel   | Aston Martin-Mercedes | 52   | +1 okrążenie               | 10    | 2         |        |
| 13          | 10 | Pierre Gasly       | AlphaTauri-Honda      | 52   | +1 okrążenie               | 11    | 2         |        |
| 14          | 31 | Esteban Ocon       | Alpine-Renault        | 52   | +1 okrążenie               | 9     | 5         |        |
| 15          | 16 | Charles Leclerc    | Ferrari               | 52   | +1 okrążenie               | 19    | 4         |        |
| 16          | 99 | Antonio Giovinazzi | Alfa Romeo-Ferrari    | 52   | +1 okrążenie               | 17    | 1         |        |
| 17          | 22 | Yūki Tsunoda       | AlphaTauri-Honda      | 52   | +1 okrążenie               | 12    | 5         |        |
| 18          | 9  | Nikita Mazepin     | Haas-Ferrari          | 51   | +2 okrążenia               | 15    | 3         |        |
| 19          | 6  | Nicholas Latifi    | Williams-Mercedes     | 47   | NU (uszkodzenia kolizyjne) | 7     | 12        |        |
| NS          | 47 | Mick Schumacher    | Haas-Ferrari          | 32   | NU (wyciek paliwa)         | 14    |           |        |
| Źródło: FIA |    |                    |                       |      |                            |       |           |        |

Uwagi
1. ↑  Dodatkowy 1 punkt jest przyznawany kierowcy, który ustanowił najszybsze okrążenie w wyścigu, pod warunkiem, że ukończył wyścig w pierwszej 10.
2. ↑  Lance Stroll otrzymał karę 10 sekund doliczonych do uzyskanego czasu za spowodowanie kolizji z Pierrem Gaslym, ale nie wpłynęło to na jego pozycję końcową[16].
3. ↑  Nicholas Latifi został sklasyfikowany, ponieważ przejechał więcej niż 90% dystansu wyścigu.

### Najszybsze okrążenie
| Nr          | Kierowca     | Konstruktor | Czas     | Okr. |
| ----------- | ------------ | ----------- | -------- | ---- |
| 4           | Lando Norris | McLaren     | 1:37,423 | 39   |
| Źródło: FIA |              |             |          |      |

### Prowadzenie w wyścigu
| Nr                              | Kierowca         | Konstruktor | Okrążenia    | Suma |
| ------------------------------- | ---------------- | ----------- | ------------ | ---- |
| 55                              | Carlos Sainz Jr. | Ferrari     | 1–12         | 12   |
| 4                               | Lando Norris     | McLaren     | 13–28, 37–50 | 30   |
| 11                              | Sergio Pérez     | Red Bull    | 29–36        | 8    |
| 44                              | Lewis Hamilton   | Mercedes    | 51–53        | 3    |
| \| Wykres \| \| ------ \| \| \| |                  |             |              |      |
| Źródło: FIA                     |                  |             |              |      |
| Wykres                          |                  |             |              |      |
|                                 |                  |             |              |      |

## Klasyfikacja po wyścigu

### Kierowcy
Źródło: FIA
| P  | +/− | Kierowca           | Starty | Punkty | P1 | P2 | P3 | PP | NO | NS |
| -- | --- | ------------------ | ------ | ------ | -- | -- | -- | -- | -- | -- |
| 1  | +1  | Lewis Hamilton     | 15     | 246,5  | 5  | 5  | 1  | 3  | 4  | 1  |
| 2  | −1  | Max Verstappen     | 15     | 244,5  | 7  | 4  | –  | 7  | 4  | 2  |
| 3  | 0   | Valtteri Bottas    | 15     | 151    | –  | 1  | 7  | 1  | 2  | 3  |
| 4  | 0   | Lando Norris       | 15     | 139    | –  | 1  | 3  | 1  | 1  | 1  |
| 5  | 0   | Sergio Pérez       | 15     | 120    | 1  | –  | 1  | –  | 1  | 1  |
| 6  | +1  | Carlos Sainz Jr.   | 15     | 112,5  | –  | 1  | 2  | –  | –  | –  |
| 7  | −1  | Charles Leclerc    | 15     | 104    | –  | 1  | –  | 2  | –  | 2  |
| 8  | 0   | Daniel Ricciardo   | 15     | 95     | 1  | –  | –  | –  | 1  | –  |
| 9  | 0   | Pierre Gasly       | 15     | 66     | –  | –  | 1  | –  | 1  | 2  |
| 10 | 0   | Fernando Alonso    | 15     | 58     | –  | –  | –  | –  | –  | 1  |
| 11 | 0   | Esteban Ocon       | 15     | 45     | 1  | –  | –  | –  | –  | 2  |
| 12 | 0   | Sebastian Vettel   | 15     | 35     | –  | 1  | –  | –  | –  | 2  |
| 13 | 0   | Lance Stroll       | 15     | 24     | –  | –  | –  | –  | –  | 2  |
| 14 | 0   | Yūki Tsunoda       | 15     | 18     | –  | –  | –  | –  | –  | 3  |
| 15 | 0   | George Russell     | 15     | 16     | –  | 1  | –  | –  | –  | 2  |
| 16 | 0   | Nicholas Latifi    | 15     | 7      | –  | –  | –  | –  | –  | 1  |
| 17 | 0   | Kimi Räikkönen     | 13     | 6      | –  | –  | –  | –  | –  | 1  |
| 18 | 0   | Antonio Giovinazzi | 15     | 1      | –  | –  | –  | –  | –  | –  |
| 19 | 0   | Mick Schumacher    | 15     | 0      | –  | –  | –  | –  | –  | 1  |
| 20 | 0   | Robert Kubica      | 2      | 0      | –  | –  | –  | –  | –  | –  |
| 21 | 0   | Nikita Mazepin     | 15     | 0      | –  | –  | –  | –  | –  | 4  |
| P  | +/− | Kierowca           | Starty | Punkty | P1 | P2 | P3 | PP | NO | NS |

### Konstruktorzy
Źródło: FIA
| P  | +/− | Konstruktor               | Starty | Punkty | P1 | P2 | P3 | PP | NO | NS |
| -- | --- | ------------------------- | ------ | ------ | -- | -- | -- | -- | -- | -- |
| 1  | 0   | Mercedes                  | 30     | 397,5  | 5  | 6  | 8  | 4  | 6  | 4  |
| 2  | 0   | Red Bull Racing-Honda     | 30     | 364,5  | 8  | 4  | 1  | 8  | 5  | 3  |
| 3  | 0   | McLaren-Mercedes          | 30     | 234    | 1  | 1  | 3  | 1  | 2  | 1  |
| 4  | 0   | Ferrari                   | 30     | 216,5  | –  | 2  | 2  | 2  | –  | 2  |
| 5  | 0   | Alpine-Renault            | 30     | 103    | 1  | –  | –  | –  | –  | 3  |
| 6  | 0   | Scuderia AlphaTauri-Honda | 30     | 84     | –  | –  | 1  | –  | 1  | 5  |
| 7  | 0   | Aston Martin-Mercedes     | 30     | 59     | –  | 1  | –  | –  | –  | 4  |
| 8  | 0   | Williams-Mercedes         | 30     | 23     | –  | 1  | –  | –  | –  | 3  |
| 9  | 0   | Alfa Romeo Racing-Ferrari | 30     | 7      | –  | –  | –  | –  | –  | 1  |
| 10 | 0   | Haas-Ferrari              | 30     | 0      | –  | –  | –  | –  | –  | 5  |
| P  | +/− | Konstruktor               | Starty | Punkty | P1 | P2 | P3 | PP | NO | NS |